# Bonnie Brown
Pour les articles homonymes, voir Brown.
Bonnie Brown (née le 2 mars 1941) est une femme politique canadienne.

## Biographie
Elle est députée à la Chambre des communes du Canada, représentant la circonscription ontarienne d'Oakville—Milton de 1993 à 1997 et d'Oakville de 1997 à 2008 sous la bannière du Parti libéral du Canada. Le conservateur Terence Young la déloge de son siège en 2008.
Elle est secrétaire parlementaire du ministre du Développement des ressources humaines (juillet 1998 à août 2000) et porte-parole du Parti libéral en matière de Santé (janvier 2007 à octobre 2007), Développement social (mai 2006 à janvier 2007) et Santé publique (février 2006 à mai 2006).